# تحالف الليبرالية والريفي

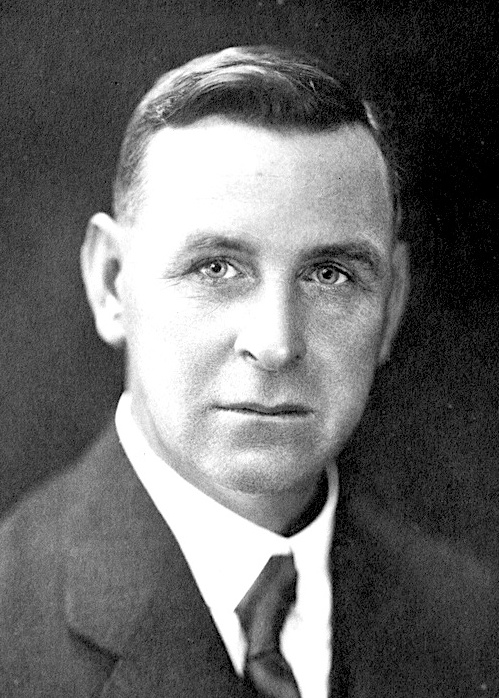

كان تحالف الليبرالية والريفي من أهم الأحزاب السياسية على الساحة في جنوب أستراليا في فترة السبعينيات. يمثل هذا الحزب التحالف بين فصيل الليبراليين وفصيل المحافظين, ورأسه بروس إيستيك.